# Фернас (округ)
Округ Фернас (англ. Furnas County) — округ, расположенный в штате Небраска (США) с населением в 4959 человек по статистическим данным переписи 2010 года. Столица округа находится в городе Бивер-Сити.

## История
Округ назван в честь губернатора Небраски Роберта Уилкинсона Фернеса.

## География
По данным Бюро переписи населения США округ Фернас имеет общую площадь в 1867 км², из которых 1860 км² занимает земля и 7 км² — вода. Площадь водных ресурсов округа составляет 0,34 % от всей его площади.

### Соседние округа
- Госпер (Небраска) — север
- Фелпс (Небраска) — северо-восток
- Харлан (Небраска) — восток
- Нортон (Канзас) — юг
- Декейтер (Канзас) — юго-запад
- Ред-Уиллоу (Небраска) — запад
- Фронтир (Небраска) — северо-запад

## Демография
По данным переписи населения 2000 года в округе Фернас проживало 5324 человека, 1489 семей, насчитывалось 2278 домашних хозяйств и 2730 жилых домов. Средняя плотность населения составляла около трёх человек на один квадратный километр. Расовый состав округа по данным переписи распределился следующим образом: 98,22 % белых, 0,08 % чёрных или афроамериканцев, 0,41 % коренных американцев, 0,23 % азиатов, 0,75 % смешанных рас, 0,32 % — других народностей. Испано- и латиноамериканцы составили 1,15 % от всех жителей округа.
Из 2 278 домашних хозяйств в 28,00 % — воспитывали детей в возрасте до 18 лет, 57,20 % представляли собой совместно проживающие супружеские пары, в 5,90 % семей женщины проживали без мужей, 34,60 % не имели семей. 32,50 % от общего числа семей на момент переписи жили самостоятельно, при этом 19,80 % составили одинокие пожилые люди в возрасте 65 лет и старше. Средний размер домашнего хозяйства составил 2,28 человек, а средний размер семьи — 2,88 человек.
Население округа по возрастному диапазону по данным переписи 2000 года распределилось следующим образом: 24,10 % — жители младше 18 лет, 5,30 % — между 18 и 24 годами, 22,80 % — от 25 до 44 лет, 23,90 % — от 45 до 64 лет и 23,80 % — в возрасте 65 лет и старше. Средний возраст жителей округа составил 44 года. На каждые 100 женщин в округе приходилось 92,30 мужчин, при этом на каждых сто женщин 18 лет и старше приходилось 88,00 мужчин также старше 18 лет.
Средний доход на одно домашнее хозяйство в округе составил 30 498 долларов США, а средний доход на одну семью в округе — 37 000 долларов. При этом мужчины имели средний доход в 26 563 доллара США в год против 19 918 долларов США среднегодового дохода у женщин. Доход на душу населения в округе составил 17 223 доллара США в год. 6,90 % от всего числа семей в округе и 10,60 % от всей численности населения находилось на момент переписи населения за чертой бедности, при этом 14,50 % из них были моложе 18 лет и 10,50 % — в возрасте 65 лет и старше.

## Основные автодороги
- US 6
- US 34
- US 136
- US 283
- Автомагистраль 46
- Автомагистраль 47
- Автомагистраль 89

## Населённые пункты

### Города и деревни
- Арапахо
- Бивер-Сити
- Кеймбридж
- Эдисон
- Хендли
- Холбрук
- Оксфорд — частично
- Уилсонвилл